# トーマス・アトウッド (作曲家)
トーマス・アトウッド（英: Thomas Attwood, 1765年11月23日 - 1838年3月24日）は、イングランドの作曲家、オルガニスト。

## 生涯
アトウッドはロンドン、おそらくピムリコで生まれた。父は王宮軍楽隊所属の音楽家であった。アトウッドは9歳でチャペル・ロイヤルの聖歌隊に加わり、そこでジェームズ・ネアーズやエドマンド・エアトンから音楽の指導を受けた。ハープシコードの腕前がウェールズ公（後の国王ジョージ4世）の目に留まり、その演奏を気に入った王子は1783年に彼を海外で学ばせるよう費用を出した。ナポリで2年間すごした後、アトウッドはウィーンに出向きモーツァルトの愛弟子となる。1787年にロンドンへ戻ると、彼は短い間ウェールズ公の室内楽奏者としての職に任ぜられた。
アトウッドは1796年にセント・ポール大聖堂のオルガニストに選任され、同年にはチャペル・ロイヤルの作曲家にも就任した。彼はヨーク公爵夫人や、後にはウェールズ公女にも音楽を教える任に与り、王室との関係をより強固なものにした。ジョージ4世の戴冠式にあたって、彼は賛歌「I was Glad」を作曲した。王はアトウッドがウェールズ公女と近しい関係になっていたことを理由に、数年来彼を無視し続けていたが、これを機に彼への愛着を取り戻して1821年には彼をブライトンの私的な教会のオルガニストに任命した。
1823年に王立音楽アカデミーが創立されると間もなく、アトウッドは教授の1人として迎えられた。また、彼は1813年設立のロイヤル・フィルハーモニック協会の創立メンバーでもある。彼が作曲した賛歌「O Lord, Grant the King a Long Life」はウィリアム4世の戴冠式で演奏されており、1838年3月24日にチェルシーのチェイニー・ウォーク17の自宅で息を引き取った際もヴィクトリア女王の戴冠式に向けた楽曲の作曲中であった。
アトウッドの葬儀は1838年3月31日にセント・ポール大聖堂で執り行われた。彼は大聖堂の地下室、オルガンの下に埋葬されている。

## 作品
アトウッドの作品は師であったモーツァルトの影響をうかがわせるものであるが、今日では短い賛歌を除き多くが忘れられている。賛歌には「O God who by the leading of a star」、「Come, Holy Ghost」、「Turn Thy face from my sins」、「Teach me, O Lord」などがある。彼自身も教師としてジョン・ゴス、チプリアーニ・ポッター、そして名づけ子のトーマス・アトウッド・ウォルミズリーなどを指導した。また、晩年はメンデルスゾーンの友人であった。